# Истон, Эллиот
Эллиот Истон (при рождении Эллиот Стейнберг; род. 18 декабря 1953 года, в Бруклине, Нью-Йорк) — американский музыкант, гитарист, певец и композитор. Участвовал в группе The Cars в качестве гитариста и бэк-вокалиста. Изучал музыку в музыкальном колледже Беркли. После распада The Cars в 1988 году Истон играл в таких группах, как New Cars и рок-группа Creedence Clearwater Revisited. Он также играл в песнях более новых исполнителей, таких как пауэр-поп-группа Click Five. В 2018 году Истон был введен в Зал славы рок-н-ролла как участник группы The Cars.

## Дискография

### Сольные альбомы
Change No Change (1985)

### Участие в The Cars
- The Cars (1978)
- Candy-O (1979)
- Panorama (1980)
- Shake It Up (1981)
- Heartbeat City (1984)
- Door to Door (1987)
- Move Like This (2011)
- with Elliot Easton’s Tiki Gods[edit]
- Easton Island (2013)
- with Benjamin Orr[edit]
- The Lace (1986)

### Синглы
- «(Wearing Down) Like a Wheel» (1985)
- «Shayla» (1985)
- «Tools of Your Labor» (1985)
- «Monte Carlo Nights» (with Elliot Easton’s Tiki Gods) (1995)